# La Guardia
|  | Per a altres significats, vegeu «La Guardia de Jaén». |

La Guardia és un municipi de la província de Toledo, a la comunitat autònoma de Castella la Manxa. Limita amb Dosbarrios i Villatobas al nord, Corral de Almaguer a l'est, Lillo, El Romeral i Tembleque al sud, i Villanueva de Bogas i Huerta de Valdecarábanos a l'oest. El 2020 tenia 2.213 habitants.
| 1996  | 1998  | 1999  | 2000  | 2001  | 2002  | 2003  | 2004  | 2005  | 2006  | 2020  |
| ----- | ----- | ----- | ----- | ----- | ----- | ----- | ----- | ----- | ----- | ----- |
| 2.427 | 2.423 | 2.417 | 2.418 | 2.392 | 2.365 | 2.320 | 2.314 | 2.330 | 2.329 | 2.213 |

## Administració
| Període      | Nom de l'alcalde/-essa            | Partit polític | Data de possessió |
| ------------ | --------------------------------- | -------------- | ----------------- |
| 1979 - 1983  | José Pedraza Morales              | PCE            | 19/04/1979        |
| 1983 - 1987  | Satiago Pérez Charmés             | PSOE           | 28/05/1983        |
| 1987 - 1991  | Satiago Pérez Charmés             | PSOE           | 30/06/1987        |
| 1991 - 1995  | Pedro Orgaz Pasamonetes           | IU             | 15/06/1991        |
| 1995 - 1999  | Luis Cabiedas Guzmán              | PSOE           | 17/06/1995        |
| 1999 - 2003  | Luis Cabiedas Guzmán              | PSOE           | 03/07/1999        |
| 2003 - 2007  | Luis Cabiedas Guzmán              | PSOE           | 14/06/2003        |
| 2007 - 2011  | Luis Cabiedas Guzmán              | PSOE           | 16/06/2007        |
| 2011 - 2015  | Francisco Javier Pasamontes Orgaz | PSOE           | 11/06/2011        |
| 2015 - 2019  | Francisco Javier Pasamontes Orgaz | PSOE           | 13/06/2015        |
| 2019 - 2023  | Francisco Javier Pasamontes Orgaz | PSOE           | 15/06/2019        |
| Des del 2023 | n/d                               | n/d            | 17/06/2023        |